# 国際連合安全保障理事会決議621
国際連合安全保障理事会決議621（こくさいれんごうあんぜんほしょうりじかいけつぎ621 英語: United Nations Security Council Resolution 621）は、1988年9月20日に国際連合安全保障理事会において全会一致で採択された決議。国際連合のハビエル事務総長とアフリカ統一機構（OAU）による共同報告書を聴聞した上で、国際連合安全保障理事会は事務総長とアフリカ統一機構による共同提案に対する同年8月30日に締結したモロッコと西サハラのポリサリオ戦線との間での協定に言及した。
国際連合安全保障理事会はアフリカ統一機構と共にする国際連合によって編成および監督された西サハラの民族自決を求める国民投票を後押しする試みに対する懸念に留意した。このような流れの中で、決議は西サハラでの国民投票の実施状況および国際連合とアフリカ統一機構による前記の国民投票の秩序を保証する方法を報告することを事務総長に求めた上で、西サハラ特別代表を任命することを決定した。